# Fuerte de Cabrerizas Altas
El Fuerte de Cabrerizas Altas es un fuerte exterior de la ciudad española de Melilla Bien de Interés Cultural que alberga el Museo de La Legión.

## Historia
Fue construido entre el 1 de mayo de 1890 y el 1 de diciembre de 1893 para proteger el camino hacia Cabrerizas.

## Descripción
Es un fuerte de estilo neomedieval, con planta poligonal de tres frentes rectilíneos interrumpidos por dos baluartes pentagonales, situados enfrentados uno en el extremo suroeste y otro en el extremo noreste.

### Museo de La Legión
Ofrece un recorrido por la historia del cuerpo, con especial hincapié en los objetos cotidianos, fotografías, banderas, banderolas,...